# Clifford (Michigan)
Clifford – wieś w Stanach Zjednoczonych, w stanie Michigan, w hrabstwie Lapeer.